# 1663

## Родени
- 31 август – Гийом Амонтон, френски физик
- 18 октомври – Евгений Савойски, австрийски офицер

## Починали
- 27 декември – Кристин Мари, френска принцеса